# Lijst van ruimtevaarders
Hieronder volgt een lijst van ruimtevaarders volgens de criteria van de Amerikaanse luchtvaart autoriteit FAA. Ruimtetoeristen in de puurste zin van het woord vallen daar niet onder. Zij gelden als passagiers. Voor hen zijn overigens wel op 10 december 2021 door de FAA de Commercial Astronaut Wings in het leven geroepen, mits het voertuig waarmee ze de ruimtebereikten door de FAA is goedgekeurd. Commerciële ruimtevaarders die boven de grens van 50 mijl (80,5 kilometer) significant ruimtevaartspecifiek werk verrichten of deel uit maken van het personeel vallen daar wel onder. Ruimtetoeristen en commerciële astronauten die wetenschappelijk werk uitvoeren tijdens hun vlucht of verantwoordelijkheid dragen voor de besturing van het ruimteschip worden wel in de lijst opgenomen.

## A
- Joseph Acaba
- Loren Acton
- Michael J. Adams
- James Adamson
- Viktor Afanasjev
- Aidyn Aimbetov
- Thomas Akers
- Toyohiro Akiyama
- Vladimir Aksjonov
- Sultan Al Neyadi
- Buzz Aldrin, tweede mens op de maan
- Aleksandr Panajotov Aleksandrov
- Aleksandr Pavlovitsj Aleksandrov
- Andrew Allen
- Joseph Allen
- Hazza Al Mansouri
- Christopher Altman, NASA-opgeleide commerciële ruimtevaarder[1]
- Scott Altman
- William Anders
- Clayton Anderson
- Michael Anderson
- Anousheh Ansari, ruimtetoeriste
- Dominic Antonelli
- Jerome Apt
- Hayley Arceneaux, privaat
- Lee Archambault
- Neil Armstrong, eerste mens op de maan
- Richard Arnold
- Joeri Artjoechin
- Anatoli Artsebarski
- Oleg Artemjev
- Jeffrey S. Ashby
- Oleg Atkov
- Toktar Aubakirov
- Serena Auñón
- Sergej Avdejev
- Nichole Ayers

## B
- James Bagian
- Ellen Baker
- Michael Baker
- Aleksandr Balandin
- Michael Barratt
- Kayla Barron
- Daniel Barry
- John-David Bartoe
- Lance Bass
- Joeri Batoerin
- Patrick Baudry
- Alan Bean, vierde mens op de maan
- Robert Behnken
- Pavel Beljajev
- Ivan Bella
- Georgi Beregovoj
- Anatoli Berezovoj
- Lodewijk van den Berg
- Brian Binnie
- John Blaha
- Michael Bloomfield
- Guion Bluford
- Karol Bobko
- Eric Boe
- Nikolaj Boedarin
- Charles Bolden
- Liu Boming
- Roberta Bondar
- Valentin Bondarenko
- Andrej Borisenko
- Konstantin Borisov
- Frank Borman
- Stephen Bowen
- Kenneth Bowersox
- Charles Brady
- Vance Brand
- Daniel Brandenstein
- Randolph Bresnik
- Roy Bridges
- Curtis Brown
- David Brown
- Mark Brown
- James Buchli
- Jay Buckey
- Dan Burbank
- Daniel Bursch
- Valeri Bykovski

## C
- Robert Cabana
- Fernando Caldeiro, geen vlucht
- Charles Camarda
- Kenneth Cameron
- Zena Cardman
- Duane G. Carey
- Gerald Carr
- Sonny Carter
- Scott Carpenter
- John Casper
- Josh Cassada
- Christopher Cassidy
- Robert Cenker
- Eugene Cernan
- Roger Chaffee
- Gregory Chamitoff
- Franklin Chang-Diaz
- Raja Chari
- Kalpana Chawla
- Maurizio Cheli
- Leroy Chiao
- Kevin Chilton
- Jean-Loup Chrétien
- Jevgeni Chroenov
- Laurel Clark
- Mary Cleave
- Jean-François Clervoy
- Michael Clifford
- Michael Coats
- Kenneth Cockrell
- Catherine Coleman
- Eileen Collins
- Michael Collins
- Charles (Pete) Conrad, derde man op de maan
- Gordon Cooper
- Richard Covey
- Timothy Creamer
- John Creighton
- Robert Crippen
- Samantha Cristoforetti
- Scott Crossfield
- Roger Crouch
- Frank Culbertson
- Walter Cunningham
- Robert Curbeam
- Nancy Currie

## D
- Nancy Jan Davis
- Lawrence DeLucas
- Vladimir Dezjoerov
- Frank De Winne
- Lev Djomin
- Georgi Dobrovolski
- Takao Doi
- Matthew Dominick
- Chen Dong
- Alvin Drew
- Brian Duffy
- Charles Duke
- Bonnie Dunbar
- Pedro Duque
- Samuel Durrance
- James Dutton
- Tracy Caldwell Dyson
- Vladimir Dzjanibekov

## E
- Joe Edwards
- Donn Eisele
- Anthony England
- Joe Engle
- Jeanette Epps
- Ronald Evans
- Reinhold Ewald
- Léopold Eyharts

## F
- John Fabian
- Muhammed Faris
- Bertalan Farkas
- Jean-Jacques Favier
- Andrej Fedjajev
- Konstantin Feoktistov
- Christopher Ferguson
- Martin Fettman
- Andrew Feustel
- Anatoli Filiptsjenko
- Michael Fincke
- Jack Fischer
- Anna Fisher
- William Fisher
- Klaus-Dietrich Flade
- Michael Foale
- Kevin Ford
- Michael Foreman
- Patrick Forrester
- Michael Fossum
- Stephen Frick
- Dirk Frimout, eerste Belgische ruimtevaarder
- Christer Fuglesang
- Gordon Fullerton
- Reinhard Furrer
- Satoshi Furukawa

## G
- Andrew Gaffney
- Joeri Gagarin Eerste mens in de ruimte
- Ronald Garan
- Dale Gardner
- Guy Gardner
- Jake Garn
- Marc Garneau
- Owen Garriott
- Richard Garriott, ruimtetoerist
- Charles Gemar
- Michael Gernhardt
- Alexander Gerst
- Alper Gezeravcı
- Edward Gibson
- Robert Gibson
- Joeri Gidzenko
- Joeri Glazkov
- John Glenn
- Victor Glover
- Linda Godwin
- Aleksej Goebarev
- Zjoegderdemidijn Goerragtsjaa
- Michael Good
- Viktor Gorbatko
- Aleksandr Gorbunov
- Richard Gordon
- Dominic Gorie
- Ronald Grabe
- Aleksandr Grebjonkin
- Frederick Gregory
- William Gregory
- Georgi Gretsjko
- David Griggs
- Virgil Grissom
- John Grunsfeld
- Ye Guangfu
- Umberto Guidoni
- Sidney Gutierrez

## H
- Chris Hadfield
- Nick Hague
- Gui Haichao
- Claudie Haigneré
- Jean-Pierre Haigneré
- Jing Haipeng
- Fred Haise
- Nie Haisheng
- James Halsell
- Kenneth Ham
- Christina Hammock-Koch
- Blaine Hammond
- Gregory Harbaugh
- Bernard Harris
- Terry Hart
- Henry Hartsfield
- Frederick Hauck
- Steven Hawley
- Susan Helms
- Karl Henize
- Thomas Hennen
- Terence Henricks
- Mirosław Hermaszewski
- José Hernández
- John Herrington
- Richard Hieb
- Joan Higginbotham
- David Hilmers
- Kathryn Hire
- Charles Hobaugh
- Warren Hoburg
- Jeffrey Hoffman
- James van Hoften
- Tang Hongbo
- Michael Hopkins
- Scott Horowitz
- Akihiko Hoshide
- Millie Hughes-Fulford
- Douglas Hurley
- Rick Husband

## I
- James Irwin
- Jared Isaacman, Privaat
- Anatoli Ivanisjin
- Georgi Ivanov
- Marsha Ivins
- Aleksandr Ivantsjenkov

## J
- Sigmund Jähn
- Gregory Jarvis
- Boris Jegorov
- Aleksej Jelisejev
- Mae Jemison
- Tamara Jernigan
- Brent Jett
- Fjodor Joertsjichin
- Gregory C. Johnson
- Gregory H. Johnson
- Thomas Jones
- Fei Junlong

## K
- Leonid Kadenjuk
- Aleksandr Kaleri
- Norishige Kanai
- Janet Kavandi
- James Kelly
- Mark Kelly
- Scott Kelly
- Joseph Kerwin
- Anna Kikina
- Susan Still-Kilrain
- Jonny Kim
- Robert (Shane) Kimbrough
- Leonid Kizim
- Pjotr Klimoek
- Valeri Koebasov
- Vladimir Komarov
- Jelena Kondakova
- Dmitri Kondratjev
- Oleg Kononenko
- Timothy Kopra
- Michail Kornijenko
- Sergej Korsakov
- Valeri Korzoen
- Oleg Kotov
- Vladimir Kovaljonok
- Konstantin Kozejev
- Kevin Kregel
- Sergej Krikaljov
- Sergej Koed-Svertsjkov
- André Kuipers

## L
- Guy Laliberté, ruimtetoerist
- Aleksandr Lavejkin
- Wendy Lawrence
- Vasili Lazarev
- Aleksandr Lazoetkin
- Valentin Lebedev
- Mark Lee
- David Leestma
- William Lenoir
- Aleksej Leonov, eerste ruimtewandelaar
- Fred Leslie
- Anatoli Levtsjenko
- Byron Lichtenberg
- Don Lind
- Kjell Lindgren
- Steven Lindsey
- Jerry Linenger
- Richard Linnehan
- Gregory Linteris
- Yang Liwei
- Vladimir Ljachov
- Paul Lockhart
- Joeri Lontsjakov
- Michael López-Alegría
- John Lounge
- Jack Lousma
- Stanley Love
- Jim Lovell
- David Low
- Edward Lu
- Zhang Lu
- Shannon Lucid

## M
- David Mackay (testpiloot Virgin Galactic)
- Steven MacLean
- Sandra Magnus
- Oleg Makarov
- Joeri Malentsjenko
- Franco Malerba
- Joeri Malysjev
- Gennadi Manakov
- Moesa Manarov
- Thomas Marshburn
- Michael Massimino
- Richard Mastracchio
- Mike Masucci (Piloot Virgin Galactic)
- Ken Mattingly
- Denis Matvejev
- Matthias Maurer
- Megan McArthur
- William McArthur
- Christa McAuliffe
- Jon McBride
- Bruce McCandless
- Anne McClain
- William McCool
- Michael McCulley
- James McDivitt
- Donald McMonagle
- Ronald McNair
- Carl Meade
- Jessica Meir
- Bruce Melnick
- Pamela Melroy
- Mike Melvill
- Leland Melvin
- Ulf Merbold
- Ernst Messerschmid
- Dorothy Metcalf-Lindenburger
- Aleksandr Misoerkin
- Edgar Mitchell
- Talgat Moesabajev
- Andreas Mogensen
- Jasmin Moghbeli
- Abdul Ahad Mohmand
- Mamoru Mohri
- Andrew Morgan
- Barbara Morgan
- Lee Morin
- Boris Moroekov
- Beth Moses (Chief astronaut instructor Virgin Galactic)
- Chiaki Mukai
- Richard Mullane
- Story Musgrave

## N
- Steven Nagel
- Bill Nelson
- George Nelson
- Rodolfo Neri Vela
- Paolo Nespoli
- James Newman
- Claude Nicollier
- Andrijan Nikolajev
- Soichi Noguchi
- Carlos Noriega
- Oleg Novitski
- Lisa Nowak
- Karen Nyberg

## O
- Ellen Ochoa
- Wubbo Ockels, eerste Nederlandse ruimtevaarder
- Bryan O'Connor
- William Oefelein
- Joeri Oesatsjov
- Loral O'Hara
- John Olivas
- Gregory Olsen
- Takuya Onishi
- Ellison Onizuka
- Joeri Onoefrijenko
- Stephen Oswald
- Robert Overmyer
- Aleksej Ovtsjinin

## P
- Gennadi Padalka
- William Pailes
- Scott Parazynski
- Ronald Parise
- Robert Parker
- Luca Parmitano
- Nicholas Patrick
- Viktor Patsajev
- James Pawelczyk
- Julie Payette
- Gary Payton
- Timothy Peake
- Philippe Perrin
- Thomas Pesquet
- Dmitri Petelin
- Donald Peterson
- Donald Pettit
- John Phillips
- William Pogue
- Alan Poindexter
- Mark Polansky
- Aleksandr Polesjtsjoek
- Valeri Poljakov
- Marcos Pontes
- Leonid Popov
- Pavlo Popovytsj
- Charles Precourt
- Sian Proctor
- Sergej Prokopjev
- Dumitru Prunariu

## Q
- Deng Qingming

## R
- Ilan Ramon
- William Readdy
- Kenneth Reightler
- James Reilly
- Garrett Reisman
- Thomas Reiter
- Vladimír Remek
- Judith Resnik
- Sergej Revin
- Paul Richards
- Richard Richards
- Sally Ride
- Sergej Ryzjikov
- Sergej Rjazanski
- Valeri Rjoemin
- Nikolaj Roekavisjnikov
- Stephen Robinson
- Joeri Romanenko
- Roman Romanenko
- Kent Rominger
- Stuart Roosa
- Jeffy Ross
- Valeri Rozjdestvenski
- Kathleen Rubins
- Francisco Rubio
- Mario Runco

## S
- Alberto Sacco
- David Saint-Jacques
- Aleksandr Samokoetjajev
- Robert Satcher
- Sultan bin Salman al-Saoed
- Gennadi Sarafanov
- Viktor Savinych
- Svetlana Savitskaja
- Wally Schirra
- Hans Schlegel
- Harrison Schmitt
- Russell Schweickart
- Richard Scobee
- David Scott
- Winston Scott
- Paul Scully-Power
- Richard Searfoss
- Margaret Seddon
- Ronald Sega
- Piers Sellers
- Chris Sembroski, Privaat
- Aleksandr Serebrov
- Jelena Serova
- Vitali Sevastjanov
- Joeri Sjargin
- Salizjan Sjaripov
- Rakesh Sharma
- Helen Sharman
- Brewster Shaw
- Alan Shepard
- William Shepherd
- Sheikh Muszaphar Shukor
- Mark Shuttleworth, ruimtetoerist
- Loren Shriver
- Charles Simonyi
- Vladimir Sjatalov
- Anton Sjkaplerov
- Georgi Sjonin
- Oleg Skripotsjka
- Aleksandr Skvortsov
- Michael Smith
- Steven Smith
- Donald Slayton
- Anatoli Solovjov
- Vladimir Solovjov
- Sherwood Spring
- Robert Springer
- Thomas Stafford
- Heidemarie Stefanyshyn-Piper
- Robert Stewart
- Nicole Stott
- Gennadi Strekalov
- Frederick Sturckow
- Kathryn Sullivan
- Maksim Soerajev
- Mark P. Stucky (Testpiloot Virgin Galactic)
- Frederick W. Sturckow (Piloot Virgin Galactic)
- Steven Swanson
- Jack Swigert

## T
- Arnaldo Tamayo Méndez
- Daniel Tani
- Joseph Tanner
- Jevgeni Tarelkin
- Valentina Teresjkova
- Norman Thagard
- Gerhard Thiele
- Robert Thirsk
- Andy Thomas
- Donald Thomas
- Kathryn Thornton
- William Thornton
- Pierre Thuot
- Nikolaj Tichonov
- Scott Tingle
- Dennis Tito
- German Titov
- Vladimir Titov
- Michail Tjoerin
- Michel Tognini
- Valeri Tokarev
- Sergej Tresjtsjov
- Eugene Trinh
- Richard Truly
- Bjarni Tryggvason
- Vasili Tsiblijev
- Nikolaj Tsjoeb
- Phạm Tuân

## U
- Sławosz Uznański-Wiśniewski

## V
- Ivan Vagner
- Mark Vande Hei
- Marina Vasilevskaja
- Vladimir Vasjoetin
- Charles Veach
- Franz Viehböck
- Aleksandr Viktorenko
- Pavel Vinogradov
- Terry Virts
- Roberto Vittori
- Igor Volk
- Aleksandr Volkov
- Sergej Volkov
- Vladislav Volkov
- Boris Volynov
- James Voss
- Janice Voss

## W
- Koichi Wakata
- Rex Walheim
- Charles Walker
- David Walker
- Joseph Albert Walker
- Shannon Walker
- Ulrich Walter
- Carl Walz
- Marcus Wandt
- Liu Wang
- Taylor Wang
- Mary Weber
- Paul Weitz
- James Wetherbee
- Douglas Wheelock
- Edward White
- Peggy Whitson
- Dafydd Williams
- Donald Williams
- Jeffrey Williams
- Sunita Williams
- Terrence Wilcutt
- Barry Wilmore
- Stephanie Wilson
- Frank De Winne
- Gregory Reid Wiseman
- Peter Wisoff
- David Wolf
- Alfred Worden

## X
- Zhang Xiaoguang
- Cai Xuzhe

## Y
- Naoko Yamazaki
- Liu Yang
- Zhu Yangzhu
- Wang Yaping
- Yi So-yeon
- John Young
- Kimiya Yui

## Z
- Sergej Zaljotin
- George Zamka
- Zhai Zhigang
- Vitali Zjolobov
- Vjatsjelav Zoedov